# Fascia Vulcanica Trasversale
La Fascia Vulcanica Trasversale (Eje Volcánico Transversal in spagnolo e Trans-Mexican Volcanic Belt in inglese) conosciuta anche con il nome di Sierra Nevada, è un campo vulcanico che si estende per 900 km da ovest, partendo dalle isole Revillagigedo nell'oceano Pacifico, verso est fino alla costa del Golfo del Messico, nella parte centro-sud del Messico (19º parallelo N). Attraversa gli Stati di Nayarit, Jalisco, Colima, Michoacán, Guanajuato Querétaro, Messico, Hidalgo, Distretto Federale, Morelos, Tlaxcala, Puebla e Veracruz.
Questo sistema montagnoso, che comprende le più alte vette del Messico, forma praticamente il limite meridionale della placca tettonica nordamericana e presenta immediatamente a sud la zona di subduzione che costituisce la faglia del fiume Balsas, la quale segna il limite geologico tra America settentrionale e America centrale.
La vetta più alta, che è anche la più alta del Messico, è il Pico de Orizaba (5.636 m) conosciuto anche con il nome di Citlaltépetl, situato a 19°01′N 97°16′W. Le altre vette importanti, elencate da ovest verso est, sono le seguenti: Nevado de Colima (4.339 m), Parícutin (2.774 m), Nevado de Toluca (4.577 m), Iztaccíhuatl (5.286 m), Popocatépetl (5.452 m), Sierra Negra (4.580 m) che fa parte del massiccio del Pico de Orizaba, La Malinche o Matlacuéyetl (4.461 m), e Cofre de Perote (4.282 m).